# Louis de Cahusac
Louis de Cahusac (Montauban, 6 aprile 1706 – Parigi, 22 giugno 1759) è stato un drammaturgo, poeta ed enciclopedista francese.
Fu scudiero e segretario del conte di Clermont, lo accompagnò nella campagna del 1743 e lo abbandonò in seguito per dedicarsi alla letteratura. Tra le sue opere teatrali vanno menzionate:
- Pharamond (1736)
- Le Comte de Warwick (1742) (una tragedia)
- Zénéide et l'Algérien (1743).

Poeta drammatico e lirico, collaborò con Jean-Philippe Rameau alla stesura di diverse opere liriche: 
- Les Fêtes de Polymnie (1745)
- Les Fêtes de l'Hymen et de l'Amour (1747)
- Zaïs (1748)
- Naïs (1749)
- Zoroastre (1749)
- La naissance d'Osiris (1754)
- Anacréon (1754)

È inoltre molto verosimilmente l'autore del libretto Les Boréades, ultima tragédie lyrique di Rameau, che fu replicata nel 1764 e poi mai più rappresentata pubblicamente sino al 1982.
Partecipò anche alla redazione di voci dell'Encyclopédie, in materia di balletto, canto, commedia e danza.
Ha infine pubblicato La danse ancienne et moderne ou Traité historique de la danse (L'Aia, Jean Neaulme, 1754, ripubblicato nel 2004), "La danza antica e moderna o Trattato storico della danza".
Tra i librettisti di Rameau è quello che mantenne la più lunga collaborazione: il compositore aveva un pessimo carattere ed era inoltre molto pigro, e solo Cahusac riuscì a intendersi a lungo con lui.